# Wittendörp
Wittendörp település Németországban, Mecklenburg-Elő-Pomeránia tartományban. Lakosainak száma 2895 fő (2023. december 31.).

## Népesség
A település népességének változása:
| Lakosok száma | 2921 | 2923 | 2892 | 2909 | 2895 |
|               | 2017 | 2019 | 2021 | 2022 | 2023 |